# Grängesberg
Grängesberg est une localité suédoise de la commune de Ludvika dans le sud de la Dalécarlie.
On y trouve un important gisement de fer, qui a été exploité dès le XVIe siècle, et jusqu'en 1989. Dans les années 1970, on y extrayait jusqu'à quatre millions de tonnes de minerai chaque année. En raison des risques d'affaissement de terrain, l'ancien centre-ville n'est aujourd'hui plus accessible, il a été mis à l'abri derrière une clôture.
Le plus grand employeur privé de Grängesberg est la Brasserie Spendrups, qui s'appelait à l'origine simplement Brasserie de Grängesberg. Achetée en 1923 par Louis Spendrup, elle n'a pris le nom de Brasserie Spendrups qu'en 1982.
Erik Lundqvist, médaillé d'or du lancer de javelot aux J.O. d'Amsterdam en 1928, et premier athlète à lancer au-delà des 70 mètres, s'entrainait à l'IFK Grängesberg.